# KOKORO&KARADA / LOVE PEDIA / 人際關係No way way
《KOKORO&KARADA / LOVE PEDIA / 人際關係No way way》（KOKORO&KARADA / LOVEペディア / 人間関係No way way）是日本的女子偶像組合早安少女組。'20的第68張單曲。2020年1月22日由zetima發售。

## 概要
- 十五期成員北川莉央、岡村ほまれ、山崎愛生加入後的第一張單曲。
- 以早安少女組。'20名義發行的第一張單曲，也是早安少女组。通算第九張3A面單曲。
- 有7個版本，分別為「初回生產限定盤A、B、SP」和「通常盤A、B、C」。
- 在Oricon公信榜單曲週榜取得第2名、單曲日榜取得第2名。
- 「KOKORO&KARADA」中心及主唱成員由譜久村聖、佐藤優樹、小田櫻擔任。
- 「LOVE PEDIA」「人際關係No way way」皆為相同的曲、不一樣的詞及編曲。
- 「LOVE PEDIA」由北川莉央、岡村ほまれ、山崎愛生擔任中心成員亦有SOLO分詞，野中美希、牧野真莉愛、羽賀朱音、加賀楓、橫山玲奈擔任主唱成員。
- 「人際關係No way way」由牧野真莉愛擔任前半的中心成員、加賀楓擔任後半中心成員，野中美希、牧野真莉愛、羽賀朱音、加賀楓、橫山玲奈擔任主唱成員。譜久村聖、生田衣梨奈、石田亞佑美、佐藤優樹、小田櫻亦有SOLO分詞。

## 收錄内容

### CD
1. KOKORO&KARADA
（作詞、作曲：淳君、編曲：大久保薫）
2. LOVE PEDIA
（作詞：兒玉雨子（日语：児玉雨子）、作曲：オオヤギヒロオ（日语：オオヤギヒロオ）、編曲：平田祥一郎（日语：平田祥一郎））
3. 人際關係No way way
（作詞：兒玉雨子、作曲：オオヤギヒロオ、編曲：鈴木俊介（日语：鈴木俊介））
4. KOKORO&KARADA (Instrumental)
5. LOVE PEDIA (Instrumental)
6. 人際關係No way way (Instrumental)

### DVD
初回生產限定盤A
1. KOKORO&KARADA（MV）

初回生產限定盤B
1. LOVE PEDIA（MV）

初回生產限定盤C
1. 人際關係No way way（MV）

初回生產限定盤SP
1. KOKORO&KARADA (Dance Shot ver.)
2. LOVE PEDIA（Dance shot）
3. 人際關係No way way（Dance shot）

## 參加成員
- 9期成員：譜久村聖、生田衣梨奈。
- 10期成員：石田亞佑美、佐藤優樹。
- 11期成員：小田櫻。
- 12期成員：野中美希、牧野真莉愛、羽賀朱音。
- 13期成員：加賀楓、橫山玲奈。
- 14期成員：森戶知沙希。
- 15期成員：北川莉央、岡村ほまれ、山崎愛生。

## 外部連結
- 早安少女組。'20 KOKORO&KARADA / LOVE PEDIA / 人際關係No way way （页面存档备份，存于）（日語）
- YouTube上的《KOKORO&KARADA》PV
- YouTube上的《LOVE PEDIA》PV
- YouTube上的《人際關係No way way》PV